# Apeadero Kilómetro 90
Kilómetro 90 era una estación apeadero de ferrocarril ubicada en las áreas rurales del partido de Navarro, Provincia de Buenos Aires, Argentina.

## Historia
Fue construida por la Compañía General de Ferrocarriles en la Provincia de Buenos Aires en 1908, como parte de la vía que llegó a Patricios en ese mismo año.
No presta servicios de pasajeros desde 1993.